# Vigna pygmaea
Vigna pygmaea là một loài thực vật có hoa trong họ Đậu. Loài này được R.E.Fr. miêu tả khoa học đầu tiên.